# Großer Preis von Brasilien 2005
Der Große Preis von Brasilien 2005 (offiziell Formula 1 Grande Prêmio do Brasil 2005) fand am 25. September auf dem Autodromo José Carlos Pace in São Paulo statt und war das 17. Rennen der Formel-1-Weltmeisterschaft 2005.

## Berichte

### Hintergrund
Nach dem Großen Preis von Belgien führte Fernando Alonso in der Fahrerwertung mit 25 Punkten vor Kimi Räikkönen und mit 56 Punkten vor Michael Schumacher. Bei noch drei zu verbleibenden Rennen entschied sich die Fahrermeisterschaft zwischen Alonso und Räikkönen. Alonso würde ein dritter Platz zum Gewinn seines ersten Weltmeistertitels reichen, während Räikkönen selbst bei einem Sieg und Platz 3 für Alonso rechnerisch keine Chancen mehr hätte. In der Konstrukteurswertung führte Renault mit sechs Punkten vor McLaren-Mercedes und mit 62 Punkten vor Ferrari.
Mit Michael Schumacher (viermal), Juan Pablo Montoya, Giancarlo Fisichella, Jacques Villeneuve und David Coulthard (jeweils einmal) traten fünf ehemalige Sieger zu diesem Grand Prix an.

### Training
Die letzten sechs Teams der Konstrukteursmeisterschaft 2004 waren berechtigt am Freitag im freien Training ein drittes Auto einzusetzen. Diese Fahrer fuhren am Freitag, traten aber weder im Qualifying noch im Rennen an. Alexander Wurz (McLaren-Mercedes), Vitantonio Liuzzi (Red Bull), Ricardo Zonta (Toyota) und Nicolas Kiesa (Jordan-Toyota) nahmen in dieser Funktion an den Freitagstrainings teil.
Im ersten freien Training am Freitag war Wurz mit 1:11,701 Minuten Schnellster vor Takuma Satō und Alonso. In der zweiten Session am Freitag war Wurz erneut Schnellster mit einer Zeit von 1:12,083 Minuten vor Montoya und Zonta.
Im dritten freien Training am Samstag war dann Alonso mit 1:12,738 Minuten vorne, gefolgt von seinem Teamkollegen Fisichella und Montoya. Im vierten und letzten freien Training am Samstag fuhr dann Räikkönen in 1:11,929 Minuten die schnellste Runde vor Alonso und Jenson Button.

### Qualifying
Alonso holte sich seine achte Pole-Position mit 1:11,998 Minuten vor Montoya und Fisichella. Die zweite Reihe komplettierte Button. Räikkönen erreichte Rang 5. Da Satō wegen seines Unfalls beim Großen Preis von Belgien, bei dem er mit Michael Schumacher kollidiert war, in der Startaufstellung eine Strafe von zehn Plätzen erhielt, fuhr er keine Qualifikationsrunde. Jarno Trulli wurde ebenfalls mit einer Zehn-Plätze-Strafe belegt, die in seinem Fall auf einen Motorwechsel vor dem Qualifying zurückzuführen war.

### Rennen
Villeneuve musste als Strafe für einen Verstoß gegen die Parc-Ferme-Regeln aus der Boxengasse starten.
Beim Start behielt Alonso zunächst die Führung. Dahinter überholte Räikkönen Fisichella. Diesen Zweikampf nutzte dann auch Michael Schumacher aus und überholte den Römer ebenfalls. Ein Unfall zwischen Coulthard und Antonio Pizzonia im Mittelfeld löste dann das Safety-Car aus, das einige Runden auf der Strecke blieb. Beim Restart konnte Montoya Alonso überholen, der allerdings keinen großen Widerstand leistete, da ihm ein dritter Platz zum Gewinn des Titels reichen würde. Derweil überholte Fisichella Michael Schumacher wieder für den vierten Platz. Nachdem Mark Webber zu Beginn des Rennens in einen Unfall verwickelt worden war, konnte er mit über 20 Runden Rückstand auf die Führenden wieder ins Rennen einsteigen und einige Runden drehen.
Aufgrund eines Antriebswellenschadens war dies der einzige Ausfall von Tiago Monteiro in der Saison 2005.
Montoya gewann schlussendlich das Rennen vor seinem Teamkollegen Räikkönen. Es war der erste Doppelsieg für McLaren-Mercedes seit dem Großen Preis von Österreich 2000. Alonso belegte den dritten Platz, welchem ihm zum Gewinn seines ersten Weltmeistertitels reichte. Mit 24 Jahren und 58 Tagen war er der jüngste Champion aller Zeiten und übertraf den Rekord von Emerson Fittipaldi aus dem Jahr 1972 (25 Jahre und 273 Tage). Die restlichen Punkteplatzierungen belegten Michael Schumacher, Fisichella, Rubens Barrichello, Button und Ralf Schumacher.
Das Ergebnis des Grand Prix markierte den einzigen Zeitpunkt in der Saison, an dem McLaren-Mercedes mehr Meisterschaftspunkte als Renault hatte.

## Meldeliste
| Team                       | Nr. | Fahrer               | Chassis        | Motor                 | Reifen |
| -------------------------- | --- | -------------------- | -------------- | --------------------- | ------ |
| Scuderia Ferrari Marlboro  | 01  | Michael Schumacher   | Ferrari F2005  | Ferrari 3.0 V10       | B      |
| Scuderia Ferrari Marlboro  | 02  | Rubens Barrichello   | Ferrari F2005  | Ferrari 3.0 V10       | B      |
| Lucky Strike BAR Honda     | 03  | Jenson Button        | BAR 007        | Honda 3.0 V10         | M      |
| Lucky Strike BAR Honda     | 04  | Takuma Satō          | BAR 007        | Honda 3.0 V10         | M      |
| Mild Seven Renault F1 Team | 05  | Fernando Alonso      | Renault R25    | Renault 3.0 V10       | M      |
| Mild Seven Renault F1 Team | 06  | Giancarlo Fisichella | Renault R25    | Renault 3.0 V10       | M      |
| BMW-Williams F1 Team       | 07  | Mark Webber          | Williams FW27  | BMW 3.0 V10           | M      |
| BMW-Williams F1 Team       | 08  | Antonio Pizzonia     | Williams FW27  | BMW 3.0 V10           | M      |
| West McLaren-Mercedes      | 09  | Kimi Räikkönen       | McLaren MP4-20 | Mercedes-Benz 3.0 V10 | M      |
| West McLaren-Mercedes      | 10  | Juan Pablo Montoya   | McLaren MP4-20 | Mercedes-Benz 3.0 V10 | M      |
| West McLaren-Mercedes      | 35  | Alexander Wurz       | McLaren MP4-20 | Mercedes-Benz 3.0 V10 | M      |
| Sauber Petronas            | 11  | Jacques Villeneuve   | Sauber C24     | Petronas 3.0 V10      | M      |
| Sauber Petronas            | 12  | Felipe Massa         | Sauber C24     | Petronas 3.0 V10      | M      |
| Red Bull Racing            | 14  | David Coulthard      | Red Bull RB1   | Cosworth 3.0 V10      | M      |
| Red Bull Racing            | 15  | Christian Klien      | Red Bull RB1   | Cosworth 3.0 V10      | M      |
| Red Bull Racing            | 37  | Vitantonio Liuzzi    | Red Bull RB1   | Cosworth 3.0 V10      | M      |
| Panasonic Toyota Racing    | 16  | Jarno Trulli         | ToyotaTF105    | Toyota 3.0 V10        | M      |
| Panasonic Toyota Racing    | 17  | Ralf Schumacher      | ToyotaTF105    | Toyota 3.0 V10        | M      |
| Panasonic Toyota Racing    | 38  | Ricardo Zonta        | ToyotaTF105    | Toyota 3.0 V10        | M      |
| Jordan Grand Prix          | 18  | Tiago Monteiro       | Jordan EJ15    | Toyota 3.0 V10        | B      |
| Jordan Grand Prix          | 19  | Narain Karthikeyan   | Jordan EJ15    | Toyota 3.0 V10        | B      |
| Jordan Grand Prix          | 39  | Nicolas Kiesa        | Jordan EJ15    | Toyota 3.0 V10        | B      |
| Minardi F1 Team            | 20  | Robert Doornbos      | Minardi PS05   | Cosworth 3.0 V10      | B      |
| Minardi F1 Team            | 21  | Christijan Albers    | Minardi PS05   | Cosworth 3.0 V10      | B      |

Anmerkungen
1. 1 2 3 4  Nahm nur am Freitagstraining teil.

## Klassifikationen

### Qualifying
| Pos. | Fahrer               | Konstrukteur      | Zeit       | Start |
| ---- | -------------------- | ----------------- | ---------- | ----- |
| 01   | Fernando Alonso      | Renault           | 1:11,988   | 01    |
| 02   | Juan Pablo Montoya   | McLaren-Mercedes  | 1:12,145   | 02    |
| 03   | Giancarlo Fisichella | Renault           | 1:12,558   | 03    |
| 04   | Jenson Button        | BAR-Honda         | 1:12,696   | 04    |
| 05   | Kimi Räikkönen       | McLaren-Mercedes  | 1:12,781   | 05    |
| 06   | Christian Klien      | Red Bull-Cosworth | 1:12,889   | 06    |
| 07   | Michael Schumacher   | Ferrari           | 1:12,976   | 07    |
| 08   | Jarno Trulli         | Toyota            | 1:13,041   | 18    |
| 09   | Felipe Massa         | Sauber-Petronas   | 1:13,151   | 08    |
| 10   | Rubens Barrichello   | Ferrari           | 1:13,183   | 09    |
| 11   | Ralf Schumacher      | Toyota            | 1:13,285   | 10    |
| 12   | Jacques Villeneuve   | Sauber-Petronas   | 1:13,372   | Box   |
| 13   | Tiago Monteiro       | Jordan-Toyota     | 1:13,387   | 11    |
| 14   | Mark Webber          | Williams-BMW      | 1:13,538   | 12    |
| 15   | Antonio Pizzonia     | Williams-BMW      | 1:13,581   | 13    |
| 16   | David Coulthard      | Red Bull-Cosworth | 1:13,844   | 14    |
| 17   | Narain Karthikeyan   | Jordan-Toyota     | 1:14,520   | 15    |
| 18   | Christijan Albers    | Minardi-Cosworth  | 1:14,763   | 16    |
| 19   | Takuma Satō          | BAR-Honda         | keine Zeit | 19    |
| 20   | Robert Doornbos      | Minardi-Cosworth  | keine Zeit | 17    |

Anmerkungen
1. ↑  Trulli erhielt aufgrund eines Motorenwechsels eine Startplatzstrafe von zehn Plätzen.
2. ↑  Villeneuve musste aus der Boxengasse starten, da an seinem Wagen Teile ausgetauscht wurde, als er unter Parc-fermé-Bedingungen stand.
3. ↑  Satō erhielt aufgrund eines Unfalls beim Großen Preis von Belgien mit Michael Schumacher eine Startplatzstrafe von zehn Plätzen.
4. 1 2  Satō und Doornbos wurde erlaubt zu starten, da sie im freien Training ausreichend schnell fuhren.

### Rennen
| Pos. | Fahrer               | Konstrukteur      | Runden | Stopps | Zeit        | Start | Schnellste Runde |
| ---- | -------------------- | ----------------- | ------ | ------ | ----------- | ----- | ---------------- |
| 1    | Juan Pablo Montoya   | McLaren-Mercedes  | 71     | 2      | 1:29:20,574 | 02    | 1:12,650 (29.)   |
| 2    | Kimi Räikkönen       | McLaren-Mercedes  | 71     | 2      | + 2,527     | 05    | 1:12,268 (29.)   |
| 3    | Fernando Alonso      | Renault           | 71     | 2      | + 24,840    | 01    | 1:12,653 (21.)   |
| 4    | Michael Schumacher   | Ferrari           | 71     | 2      | + 35,668    | 07    | 1:12,800 (25.)   |
| 5    | Giancarlo Fisichella | Renault           | 71     | 2      | + 40,218    | 03    | 1:13,190 (11.)   |
| 6    | Rubens Barrichello   | Ferrari           | 71     | 2      | + 1:09,173  | 09    | 1:13,192 (49.)   |
| 7    | Jenson Button        | BAR-Honda         | 70     | 2      | + 1 Runde   | 04    | 1:13,746 (24.)   |
| 8    | Ralf Schumacher      | Toyota            | 70     | 2      | + 1 Runde   | 10    | 1:13,734 (25.)   |
| 9    | Christian Klien      | Red Bull-Cosworth | 70     | 2      | + 1 Runde   | 06    | 1:13,800 (50.)   |
| 10   | Takuma Satō          | BAR-Honda         | 70     | 1      | + 1 Runde   | 19    | 1:14,394 (32.)   |
| 11   | Felipe Massa         | Sauber-Petronas   | 70     | 2      | + 1 Runde   | 08    | 1:14,343 (70.)   |
| 12   | Jacques Villeneuve   | Sauber-Petronas   | 70     | 2      | + 1 Runde   | Box   | 1:14,054 (25.)   |
| 13   | Jarno Trulli         | Toyota            | 69     | 2      | + 2 Runden  | 18    | 1:13,570 (69.)   |
| 14   | Christijan Albers    | Minardi-Cosworth  | 68     | 2      | + 2 Runden  | 16    | 1:15,527 (19.)   |
| 15   | Narain Karthikeyan   | Jordan-Toyota     | 68     | 3      | + 3 Runden  | 15    | 1:14,906 (41.)   |
| 16   | Tiago Monteiro       | Jordan-Toyota     | 55     | 2      | DNF         | 11    | 1:15,113 (41.)   |
| NC   | Mark Webber          | Williams-BMW      | 45     | 2      | + 26 Runden | 12    | 1:13,590 (45.)   |
| –    | Robert Doornbos      | Minardi-Cosworth  | 34     | 1      | DNF         | 17    | 1:15,792 (16.)   |
| –    | Antonio Pizzonia     | Williams-BMW      | 0      | 0      | DNF         | 13    | –                |
| –    | David Coulthard      | Red Bull-Cosworth | 0      | 0      | DNF         | 14    | –                |

## WM-Stände nach dem Rennen
Die ersten acht eines Rennens bekamen 10, 8, 6, 5, 4, 3, 2 bzw. 1 Punkt(e).

### Fahrerwertung
| Pos. | Fahrer               | Konstrukteur      | Punkte |
| ---- | -------------------- | ----------------- | ------ |
| 01   | Fernando Alonso      | Renault           | 117    |
| 02   | Kimi Räikkönen       | McLaren-Mercedes  | 94     |
| 03   | Juan Pablo Montoya   | McLaren-Mercedes  | 60     |
| 04   | Michael Schumacher   | Ferrari           | 60     |
| 05   | Giancarlo Fisichella | Renault           | 45     |
| 06   | Jarno Trulli         | Toyota            | 43     |
| 07   | Rubens Barrichello   | Ferrari           | 38     |
| 08   | Ralf Schumacher      | Toyota            | 38     |
| 09   | Jenson Button        | BAR-Honda         | 32     |
| 10   | Mark Webber          | Williams-BMW      | 29     |
| 11   | Nick Heidfeld        | Williams-BMW      | 28     |
| 12   | David Coulthard      | Red Bull-Cosworth | 21     |
| 13   | Jacques Villeneuve   | Sauber-Petronas   | 9      |

| Pos. | Fahrer             | Konstrukteur      | Punkte |
| ---- | ------------------ | ----------------- | ------ |
| 14   | Felipe Massa       | Sauber-Petronas   | 8      |
| 15   | Tiago Monteiro     | Jordan-Toyota     | 7      |
| 16   | Alexander Wurz     | McLaren-Mercedes  | 6      |
| 17   | Narain Karthikeyan | Jordan-Toyota     | 5      |
| 18   | Christian Klien    | Red Bull-Cosworth | 5      |
| 19   | Christijan Albers  | Minardi-Cosworth  | 4      |
| 20   | Pedro de la Rosa   | McLaren-Mercedes  | 4      |
| 21   | Patrick Friesacher | Minardi-Cosworth  | 3      |
| 22   | Antonio Pizzonia   | Williams-BMW      | 2      |
| 23   | Takuma Satō        | BAR-Honda         | 1      |
| 24   | Vitantonio Liuzzi  | Red Bull-Cosworth | 1      |
| 25   | Robert Doornbos    | Minardi-Cosworth  | 0      |
| –    | Anthony Davidson   | BAR-Honda         | 0      |

### Konstrukteurswertung
| Pos. | Konstrukteur     | Punkte |
| ---- | ---------------- | ------ |
| 01   | McLaren-Mercedes | 162    |
| 02   | Renault          | 164    |
| 03   | Ferrari          | 98     |
| 04   | Toyota           | 81     |
| 05   | Williams-BMW     | 59     |

| Pos. | Konstrukteur      | Punkte |
| ---- | ----------------- | ------ |
| 06   | BAR-Honda         | 33     |
| 07   | Red Bull-Cosworth | 27     |
| 08   | Sauber-Petronas   | 17     |
| 09   | Jordan-Toyota     | 12     |
| 10   | Minardi-Cosworth  | 7      |